# Béziers Volley 2021-2022
Questa voce raccoglie le informazioni riguardanti il Béziers Volley nelle competizioni ufficiali della stagione 2021-2022.

## Organigramma societario
Area direttiva
- Presidente: Bernard Fages
- Team manager: Keylla Fabrino

Area tecnica
- Allenatore: Fabien Simondet
- Allenatore in seconda: Matthieu Constant
- Assistente allenatore: Valentin Routeau

Area sanitaria
- Preparatore atletico: Pablo Griboff

## Rosa
| N° | Nome                | Ruolo | Data di nascita  | Nazionalità sportiva |
| -- | ------------------- | ----- | ---------------- | -------------------- |
| 2  | Yeisy Soto          | C     | 7 aprile 1996    | Colombia             |
| 3  | Maiara Basso        | S     | 3 gennaio 1996   | Brasile              |
| 4  | Mahé Mauriat        | P     | 23 maggio 2002   | Francia              |
| 5  | Ángela Leyva        | S     | 22 novembre 1996 | Perù                 |
| 6  | Hilary Howe         | S     | 16 giugno 1998   | Canada               |
| 7  | Jasmin Sneed        | C     | 15 novembre 1997 | Stati Uniti          |
| 8  | Bianca Cugno        | O     | 22 aprile 2003   | Argentina            |
| 9  | Pauline Balfet      | L     | 29 maggio 2004   | Francia              |
| 10 | Elitsa Velinov      | S     | 29 novembre 2004 | Francia              |
| 11 | Bianca Farriol      | C     | 18 dicembre 2001 | Argentina            |
| 12 | Dayami Sánchez      | O     | 14 marzo 1994    | Cuba                 |
| 13 | Brie O'Reilly       | P     | 24 gennaio 1998  | Canada               |
| 14 | Zoé Greatti         | C     | 22 maggio 2000   | Francia              |
| 15 | Calypso Chaboissant | P     | 23 agosto 2001   | Francia              |
| 16 | Lou-Ann Bastard     | S     | 30 aprile 2001   | Francia              |
| 17 | Mariena Hayden      | S     | 29 giugno 1998   | Stati Uniti          |
| 18 | Alexandra Rochelle  | L     | 14 dicembre 1983 | Francia              |